# Gilbert: Escape from Drill
Gilbert: Escape from Drill è un videogioco di avventura dinamica pubblicato nel 1989 per i computer Amiga, Amstrad CPC, Atari ST, Commodore 64, MSX e ZX Spectrum dalla Alternative Software, attraverso la propria etichetta Again Again. Il protagonista è Gilbert the Alien, un pupazzo animato della televisione britannica di quel periodo, apparso inizialmente come uno dei conduttori del programma per bambini Get Fresh.

## Trama
L'alieno Gilbert è tornato sul suo pianeta Drill dopo il successo televisivo ottenuto sulla Terra, e ora è stato riconvocato dalla Tyne Tees Television per un nuovo contratto. I drilliani però non vogliono che riparta perché non sopportano più le chiacchiere di Gilbert che si vanta delle sue esperienze televisive. Perciò hanno smontato dei pezzi dalla sua astronave Millennium Dustbin e li hanno nascosti in giro. Gilbert deve rimetterla insieme e recarsi agli studi Tyne Tees entro 24 ore per non perdere il contratto.

## Modalità di gioco
Il giocatore controlla Gilbert e deve esplorare un complesso labirinto cittadino di strade e edifici, formato da numerose locazioni a schermata fissa con visuale di lato. Ovunque ci sono diversi tipi di creature ostili da evitare o distruggere.
Ci sono 24 ore di tempo non reale per completare l'avventura; non ci sono vite, ma l'eventuale contatto con i nemici causa la riduzione del tempo.
Gilbert può camminare, saltare, e in alcune situazioni volare o nuotare sott'acqua. Come arma può sparare palle di mocci con brevi traiettorie a parabola, ma non sott'acqua.
Se si eliminano a colpi di mocci molti nemici in una schermata appare una creatura chiamata hoverjelly, che se colpita rilascia del cibo: i fagioli fanno volare Gilbert (grazie al gonfiore intestinale) mentre la torta permette di tornare a camminare.
Gilbert può inoltre trasportare e usare a comando fino a 4 oggetti.
Nella città ci sono diversi Milk Bar (bar del latte) dove Gilbert può ricaricare la sua riserva di mocci e giocare con un videogioco arcade, diverso in ogni bar. Ognuno è un minigioco che si svolge su una schermata a parte (su C64/Amiga/ST ha proprio l'aspetto dello schermo di un videogioco da bar). I giochi possibili sono:
- Brain Drain - una versione di Memory
- Sprout Wars - uno sparatutto per salvare dei germogli da un nemico, usando due cannoni che sparano a turno, uno in orizzontale e uno in verticale
- Greed - una raccolta di sacchi di denaro evitando la propria scia, simile a Snake
- Snot Fight at the OK Corral - uno sparatutto di mocci con mirino contro dei drilliani cowboy, assente nelle versioni Amstrad e Spectrum
- Earth Invaders - uno Space Invaders invertito, con umani al posto degli alieni.

Se si vince a un minigioco si ottiene un indizio per il ritrovamento delle parti di astronave, altrimenti si perde un'ora del tempo e non si può ritentare lo stesso gioco due volte di fila.